# 金章 (1889年)
金章（1889年—1943年），字浩亭，廣東番禺人，中国民主革命家，中华民国政治人物。

## 生平
金章为1904 年广东公费赴日留学生，留学日本法政大学，并加入中国同盟会，回国后任教于广东法政学堂，并在此结识陈炯明，后任粤商自治研究所教员。辛亥革命爆发后，他任广东都督府参事，并任南京临时参议院议员。他是陈炯明的亲信。1921年孙中山在广州任中華民國非常大總統时，金章任广东法政专门学校校长。六一六事变后，随陈炯明共同避居香港。1924年1月，廖仲恺从上海返回广州路经香港时，曾应金章的邀请与其会面。后来金章借此造谣，廖仲恺发表公开信予以驳斥。抗日战争期间，他曾任華北政務委員會郵政總局局長。